# Carex viridimarginata
Espèce
Classification phylogénétique
Carex viridimarginata est une espèce de plantes du genre Carex et de la famille des Cyperaceae.